# Borís Mijailovich
Borís Mijáilovich es, discutidamente, considerado Príncipe de Moscovia desde 1248 hasta 1263, predecesor de Daniel Aleksándrovich, quien es más a menudo considerado como el primer dirigente del Principado de Moscú. 
Borís era el hijo de Mijaíl Yaroslávich Jorobrit, hermano menor de Alejandro Nevski y tío, pues, de Daniel. El padre de Borís fue brevemente Gran Príncipe de Vladímir en 1248, pero parece que Borís nunca llevó tal título. Después de la muerte de Borís, Daniel asumió el control de Moscú sólo alrededor del año 1283.